# Hauteville (Aisne)
Hauteville es una comuna francesa situada en el departamento de Aisne, de la región de Alta Francia.

## Geografía
Está ubicada a orillas del río Oise, a 8 km al suroeste de Guisa y a 16 km al noreste de San Quintín.

## Demografía
| 207 | 215 | 191 | 161 | 166 | 172 | 168 | 164 |
| Para los censos de 1962 a 1999 la población legal corresponde a la población sin duplicidades (Fuente: INSEE [Consultar]) |     |     |     |     |     |     |     |